# Le roi boit (Bob et Bobette)
Le roi boit (ou De Koning drinkt en néerlandais) est le sixième album de bande dessinée de la série Bob et Bobette. Il porte le numéro 105 de la série actuelle.
Il a été écrit et dessiné par Willy Vandersteen et a été publié simultanément dans De Standaard et De Nieuwe Gids (nl) du 1er juillet 1947 au 7 novembre 1947.

## Personnages principaux
- Bobette et sa poupée Fanfreluche (appelée Fanchon)
- Bob
- Sidonie (Tante)
- Sidonie, une "pharmacienne" au service du roi Pouf vivant au Moyen-Age. Elle ressemble comme deux gouttes d'eau à tante Sidonie.
- Le Roi Pouf, du peuple des Plinkomunoutrs (plein-comme-une-outre). Le peuple est appelé plus tard les Buveurs de bière.
- Le Roi Cactus, du peuple des Gosiers Secs

## Personnages secondaires
- Un forain
- Sigisbald, le guérisseur du roi
- Willibrordus, un garde du roi Cactus

## Lieux
- Belgique
- Royaume fictif des Plinkomunoutrs (ou des Buveurs de bière)
- Royaume fictif des Gosiers Secs

## L'histoire
Tante Sidonie emmène Bob et Bobette à la foire quand elle tombe sur un miroir. Le forain lui dit qu'il l'a eu par une diseuse de bonne aventure devenue folle. Tante Sidonie décide d'acheter le miroir. Elle trouve alors une lettre cachée disant que qui frotte le miroir trois fois, voit un souvenir de son passé lointain. Sidonie le frotte en présence de Bob et Bobette, ils voient alors un ancêtre de tante Sidonie, il y a 600 ans ; elle ressemble à la Sidonie d’aujourd’hui et porte le même nom. 
Bob et Bobette sautent à travers le miroir lorsqu’ils voient que la Sidonie du passé a des ennuis, les entraînant dans ce passé. Ils découvrent que cette autre Sidonie est le fournisseur de plantes et d’herbes du roi Pouf. Le Roi Pouf est un très bon roi qui parle tout le temps en rimes. Cependant, il est très malade et personne ne sait ce qu'il couve. 
Bobette découvre que le roi Pouf a le gossier sec. Elle décide alors de brasser de la bière, découvrant que le pays du Roi Pouf ne connaît pas ce breuvage. La bière guérit le Roi Pouf qui promut alors une loi réglementant la consommation de bière dans son pays. Le Roi décide qu’à l’avenir son peuple s’appellera les Plinkomunoutrs. Il chasse son médecin Sigisbald, qui n'a pas confiance aux nouveaux venus.
Plus tard, Bob et Bobette partent à la chasse dans la forêt avec le roi et ses soldats. Ils tombent sur le tristement célèbre dragon à deux têtes. Bobette parvient à éliminer le monstre et, à la surprise générale, revient vivante au château.
Le roi Pouf veut à présent mettre en place la commercialisation de la bière avec son pays voisin, le royaume des Gosiers Secs. Le roi de ce pays est le cupide, gourmand et cruel Cactus. Bob, Bobette et Sidonie partent leur apporter un fut de bière. Sur leur chemin traversant la forêt, ils sont attaqués par toutes sortes de créatures étranges, mais finissent quand même par atteindre le château du roi Cactus en un seul morceau. Ils expliquent alors le projet de commerce au Roi Cactus, mais celui-ci refuse de payer le moindre centime. Au lieu de cela, il enferme ses visiteurs et exige qu’ils lui divulguent la recette de la bière. Il menace de détruire Fanfreluche comme moyen de chantage. Le trio d'amis parvient à s’échapper et laissent une lettre au Roi, l'invitant lui et ses habitants à venir visiter le royaume des Plinkomunoutrs. 
Entre-temps, c’est la fête au pays des Buveurs de bière (Plinkomunoutrs). Le Roi Cactus élabore lui une nouvelle ruse. Quelque temps plus tard, Bob et Bobette sont capturés par quelqu’un qui se fait passer pour tante Sidonie. Celui-ci exige la recette de la bière. Le roi Pouf et la vraie tante Sidonie sauvent les enfants et il s'avère que la personne déguisée en Sidonie n'est autre que le roi Cactus. Celui-ci est capturé mais parvient à s'échapper. Il décide alors de lancer la "guerre de la bière". 
L’armée des Buveurs de bière se prépare à la bataille, alors que le roi Cactus assiège le château avec des flèches et des béliers. Bobette est abattu par une catapulte et se retrouve dans une tour d’attaque. Bob arrive avec une armée à temps pour la sauver et l’armée du roi Cactus n'arrive toujours pas à prendre le chateau. Mais la nuit, des hommes catapultés entrent dans le château et les amis doivent fuir vers la tour principale. Le brave roi sort pour être auprès de son peuple, mais il est ensuite capturé et finit sur l’échafaud.
Pendant ce temps, tante Sidonie a secrètement fait éclore les œufs de dragon qui ont été trouvés et a fait boire de la bière aux deux bébés dragons qui ont éclos des œufs. Les amis sauvent le roi Pouf, qui défie ensuite le roi Cactus en duel. Au cours du combat, un grand tonneau de bière est ouvert accidentellement. Le Roi Cactus goutta alors abondamment à ce breuvage sans le vouloir et son caractère changea soudainement. Il fait alors la paix avec le Roi Pouf.
Dès lors, les Gosiers Secs se spécialisèrent dans la fabrication de tonneaux en bois et les deux peuples, désormais amis, exportèrent leur bière dans d’autres pays. Pendant ce temps, le roi Pouf demande la main de Sidonie. Une fête s’ensuit, mais Bob et Bobette s'isolent avec pour seul souhait de rentrer chez eux.
Entre-temps, tante Sidonie a recollé le miroir brisé dans le présent. Lorsqu’elle le frotte à nouveau trois fois, Bob et Bobette reviennent.

## Autour de l'album

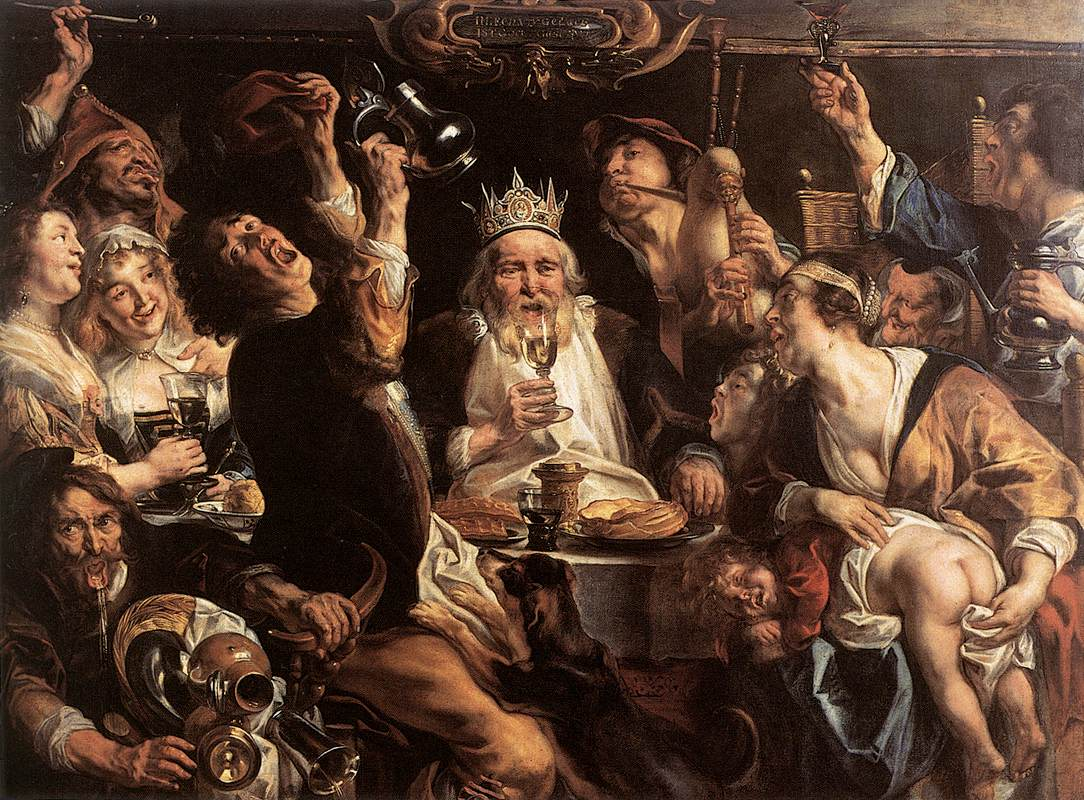
De koning drinkt de Jacob Jordaens, la peinture dont Willy Vandersteen s'est probablement inspiré

- L'histoire s'inspire des événements autour de la Question royale. Le roi Pouf fait la remarque: « A quoi bon notre résistance ? Je pense que j'aurais mieux fait de ne pas laisser mon peuple sans assistance. »  Bobette répond alors, dans la version originale  : « Ce n'est qu'une idée, Roi Pouf ! Mais vous pouvez commencer à louer une villa en Suisse. » Il s'agit d'une référence au roi Léopold III de Belgique, qui séjournait alors dans une villa suisse, en attendant de rentrer dans son pays.
- Dans la version originale, Bobette disait également au roi Pouf : « Oui, et alors, Roi Pouf ? Si vous ne descendez pas (sur le champ de bataille), ne revenez pas traîner par ici après la guerre, hein ? » C'est une référence par rapport aux reproches qui ont été faits vis à vis du gouvernement belge pendant la seconde guerre mondiale d'avoir émigré en Angleterre plutôt que d'être resté auprès du roi belge, Léopold III.
- La prise de contrôle du château du roi Pouf par des troupes aéroportées fait clairement référence à l'entrée de l'armée allemande en Belgique en 1940, lorsque le fort Eben-Emael fut capturé.
- Cette histoire est apparue simultanément dans les journaux concurrents De Standaard et De Nieuwe Gids (nl). Après cela, De Standaard a acquis l'exclusivité. Les deux dernières cases ne furent jamais publiées dans De Nieuwe Gids.
- Dans les premières histoires que Willy Vandersteen a écrites, il recherche toujours le meilleur choix qui devra s'imposer pour les personnages principaux qui entoureront Bob et Bobette. Dans L'Île d'Amphoria, ce sont tante Sidonie et le professeur Barabas qui seront choisis. Dans Le rayon magique, Lambique s'ajoute à ce quatuor. Dans Le Singe volant le professeur Barabas a disparu, mais Arthur, le frère de Lambique, fait son apparition. Dans  La Dame en Noir, le quatuor Bob, Bobette, Sidonie et Lambique a de nouveau le rôle principal, mais dans Le Roi boit, Lambique est complètement absent. Dans l'histoire suivante, la princesse enchantée, Lambique est présent alors que Tante Sidonie est absente.
- Vandersteen s'est probablement inspiré, pour cette histoire, du tableau De Koning Drinkt de Jacob Jordaens. Dans cette peinture, on voit un roi avec son peuple. Le peintre Jordaens participe à l'histoire Le Rapin de Rubens, où Lambique le rencontre dans l'atelier de Pierre Paul Rubens, avec Antoine van Dyck et David Teniers.
- Dans certaines autres histoires, comme Le Cygne noir et Le Teuf-Teuf Club, Sidonie semble être issue d'une famille noble.

## Éditions
- De koning drinkt, Standaart, 1949 : Édition originale en néerlandais
- Le Roi boit, Erasme, 1970 : Édition française comme numéro 105 de la série actuelle en couleur.